# Лейкок, Марк
Марк Лейкок (англ. Mark Laycock; род. 30 августа 1957) — американский дирижёр.
Учился игре на альте в консерватории Сент-Луиса, с 15 лет играл в городском молодёжном симфоническом оркестре. Затем в 1975—1979 гг. в Филадельфии учился у альтиста Макса Ароноффа, прошёл также курс дирижирования под руководством Дэниела Льюиса в летней школе в Аспене. В 1979 г. выиграл конкурс дирижёров имени Леопольда Стоковского и в качестве награды выступил с Филадельфийским оркестром. По завершении музыкального образования дирижировал различными любительскими коллективами, работал в библиотеке Филадельфийского оркестра, преподавал.
В 1986—2007 гг. возглавлял Принстонский симфонический оркестр, в 2000—2003 гг. одновременно второй дирижёр Симфонического оркестра Нью-Джерси. С 2004 г. также художественный руководитель оркестра «Лейк-Плэсидская симфониетта». Гастролировал во Франции, Великобритании, Румынии, работал в Канаде. В 1988 году участвовал в инаугурационном концерте в новом здании Каирской оперы и дирижировал концертом в Концертном зале имени Чайковского в Москве в рамках фестиваля «Московская осень»; спустя 18 лет вернулся в Россию, продирижировав «Реквиемом» Джузеппе Верди в Екатеринбурге.
По словам самого Лейкока, он видит свою задачу в том, чтобы «соединить воедино академическое понимание музыки с чувственным выражением»; в более неформальном интервью Лейкок сравнил труд дирижёра с работой шеф-повара, задача которого в том, чтобы правильно смешать ингредиенты. Многолетняя работа Лейкока в Принстоне запомнилась театральной манерой дирижирования, значительным расширением репертуара и разнообразными эксцентричными жестами — в частности, приглашением преподававшего в Принстонском университете известного китайского диссидента Фан Личжи исполнить партию треугольника в «Детской симфонии» Леопольда Моцарта.